# Metodskådespeleri
| Metodskådespeleri |
| --- |
| Marlon Brandos insats i Elia Kazans film Linje Lusta brukar anses som resultatet av metodskådespeleri. - Betydelse – skådespeleri där en skådespelare lever som sin rollfigur under produktionens gång - Syfte – mer "äkta" rolltolkning och/eller ökad realism - Bakgrund – Konstantin Stanislavskij (sent 1800-tal), Lee Strasberg (mitten av 1900-talet), Marlon Brando (1951) |

Metodskådespeleri eller Metoden (engelska: method acting eller the Method) är en form av skådespeleri. Det syftar på att förkroppsliga rollfiguren i känsla och tanke, till skillnad mot klassisk skolning som handlar om rollfigurens handlingar och att följa regissörens scenanvisningar. Metodskådespeleri anammas ofta av skådespelare som "lever" i sin rollfigur under hela inspelningsprocessen, och metoden kopplas ofta till ett mål att nå ökad realism.

## Historia
Metodskådespeleri handlar om att förkroppsliga en roll mer genomgripande. Målet är ofta att nå en mer realistisk och djupare "känd" rolltolkning, utifrån det perspektiv som regissör och manusförfattare vill ge en roll.
Metoden har sin bakgrund i Konstantin Stanislavskijs idéer i slutet av 1800-talet. Metoden förfinades under 1900-talets mitt av Lee Strasberg.
Några kända manliga metodskådespelare är eller var Daniel Day-Lewis, Robert De Niro, Marlon Brando och Dustin Hoffman. Även Heath Ledger och Jim Carrey har förknippats med detta skådespeleri. Bland kvinnliga skådespelare kända för denna metod finns Anne Hathaway, Hilary Swank och Rooney Mara.
Marlon Brandos insats i filmen Linje Lusta (1951) brukar anses som resultatet av metodskådespeleri. Brandos skådespelarprestation gjorde honom svår att samarbeta med under inspelningen, men den ökade realismen i skådespelet bidrog till en spridning av metoden. Filmens regissör Elia Kazan var medgrundande av skådespelarskolan Actors Studio, som Lee Strasberg började undervisa på 1948.
Metoden kritiseras ibland för att överdriva excentriciteten hos en skådespelare och dennas prestation.